# Michel Pereira
Michel Fagner Lima Pereira (Marabá, Brasil, 6 de octubre de 1993) es un artista marcial mixto brasileño que compite en la división de peso mediano de Ultimate Fighting Championship. Desde el 7 de mayo de 2024 es el número 13 en la clasificación de peso mediano de la UFC.

## Primeros años
Nació en Tucumã, Pará, Brasil. Empezó a entrenar karate a los 12 años, y a partir de los 16 complementó sus habilidades con el jiu-jitsu brasileño.

## Carrera de artes marciales mixtas

### Carrera temprana
Comenzó su carrera profesional de artes marciales mixtas luchando en promociones regionales de su estado natal de Brasil, Pará, así como 300 Sparta, acumulando un récord profesional de 9-3 con notables victorias sobre los veteranos Daziel da Silva Jr. y Silmar Nunes. Estas primeras victorias le valieron la oportunidad de luchar con las promociones más grandes como Jungle Fight y XFC.
En su primer y único combate con Jungle Fight, se enfrentó a Junior Orgulho. Ganó por decisión unánime.
Su siguiente combate fue una derrota contra Junior de Oliveira con Iron Man CF. Tras una victoria contra Caio Robson, consiguió un contrato con XFC. Luchando en las preliminares de XFC International 7, se enfrentó a Geraldo Coelho. Ganó el combate por sumisión en el tercer asalto. Su siguiente combate fue en las preliminares de XFC International 9, en el que se enfrentó a Cairo Rocha. Ganó el combate por decisión unánime. Estas dos victorias le dieron un combate principal contra Carlston Harris, que perdió por decisión unánime.
Después de esto, luchó con varias promociones durante las cuales perdió por decisión contra Abubakar Vagaev, Ismael de Jesus y Kurbanjiang Tuluosibake, mientras que también obtuvo victorias contra Stanley Barbosa por sumisión, así como decisiones contra Renato Gomes y Cristiano Estela Rios.

### Campeonato de Serbian Battle y Road FC
Su récord de 16-8 le valió la oportunidad de luchar por el vacante Campeonato de Peso Wélter de SBC contra Luka Strezoski en el SBC 15 el 8 de diciembre de 2017. Ganó el combate por decisión mayoritaria. Tenía previsto defender su título de SBC contra Laerte Costa en el SBC 17 el 18 de abril de 2018. Ganó el combate por sumisión en el primer asalto.
Alejándose de SBC, estaba programado para enfrentarse a Carlos Perira en el Arena Fight 8 el 12 de mayo de 2018, en un combate de peso acordado de 176 libras. El combate terminó sin resultado, debido a un mal funcionamiento de la jaula.
Su siguiente combate fue igualmente un peso acordado de 176 libras sobre, contra Ryul Kim en HEAT 42 el 27 de mayo de 2018. Ganó el combate por TKO en el primer asalto. Tenía previsto enfrentarse a Hea Jun Yang en Road FC 48. Ganó el combate por TKO en el primer asalto. Permaneció en el circuito surcoreano para su próximo combate, siendo programado para luchar contra Batmunkh Burenzorig en HEAT 43 el 17 de septiembre de 2018. Aunque ganó el combate por sumisión, el resultado fue posteriormente anulado por falta de peso.
Se esperaba que se enfrentara a Duško Todorović por el Campeonato de Peso Medio de SBC el 1 de diciembre de 2018 en SBC 19 el. Perdió el combate por TKO en el primer asalto.
Se enfrentó a Won Jun Choi el 15 de diciembre de 2018 en Road FC 051 XX. Ganó el combate por KO en el primer asalto. Se enfrentó a Dae Sung Kim el 23 de febrero de 2019 en Road FC 052. Ganó el combate por TKO en el segundo asalto.

### Ultimate Fighting Championship
Debutó en la UFC contra Danny Roberts el 18 de mayo de 2019 en UFC Fight Night: dos Anjos vs. Lee. Ganó el combate por TKO en el primer asalto. Esta victoria le valió el premio a la Actuación de la Noche.
Se esperaba que se enfrentara a Sergey Khandozhko el 14 de septiembre de 2019 en UFC Fight Night: Cowboy vs. Gaethje. Sergey tendría problemas de visa y fue sustituido por el canadiense Tristan Connelly. Perdió el peso por 2 libras. Perdió el combate por decisión unánime. MMA Junkie elegiría este combate como su "Sorpresa del Año". Este combate le valió el premio a la Pelea de la Noche, premio para el cual no era elegible ya que no dio el peso, lo que significó que perdió el 30% de su bolsa, así como su parte de $50000 del premio FOTN.
Se enfrentó a Diego Sánchez el 15 de febrero de 2020 en UFC Fight Night: Anderson vs. Błachowicz 2. Fue descalificado por golpear a Sánchez con un rodillazo ilegal mientras estaba en el suelo.
Se enfrentó a Zelim Imadaev el 5 de septiembre de 2020 en UFC Fight Night: Overeem vs. Sakai. Durante el pesaje hubo polémica, ya que Imadaev abofeteó a Pereira en la cara, y ambos tuvieron que ser retenidos por el personal del evento. Ganó el combate por sumisión en el tercer asalto. Esta victoria le valió el premio a la Actuación de la Noche.
Se enfrentó a Khaos Williams el 19 de diciembre de 2020 en UFC Fight Night: Thompson vs. Neal. Ganó el combate por decisión unánime.
Se enfrentó a Niko Price el 10 de julio de 2021 en UFC 264. Ganó el combate por decisión unánime.
Se esperaba que se enfrentara a Muslim Salikhov el 15 de enero de 2022 en UFC on ESPN: Kattar vs. Chikadze. Sin embargo, Salikhov se retiró del combate por razones no reveladas y el combate fue cancelado.
Se enfrentó a André Fialho el 22 de enero de 2022 en UFC 270. Ganó el combate por decisión unánime.
Se enfrentó a Santiago Ponzinibbio el 21 de mayo de 2022 en UFC Fight Night: Holm vs. Vieira. Ganó el combate por decisión dividida. Este combate le valió el premio a la Pelea de la Noche.
Pereira estaba programado para enfrentar a Sean Brady el 25 de marzo de 2023 en UFC on ESPN 43.    Sin embargo, Brady se retiró a mediados de febrero debido a un desgarro en la ingle y la pelea fue descartada. 
Estaba previsto que Pereira se enfrentara a Stephen Thompson el 29 de julio de 2023 en UFC 291.  Sin embargo, en los pesajes, Pereira pesaba 174 libras, 3 libras por encima del límite de peso wélter sin título. Como resultado, la pelea fue cancelada. 
Después de un descanso de 17 meses, estaba previsto que Pereira regresara a la división de peso mediano, enfrentándose a Marc-André Barriault el 14 de octubre de 2023 en UFC Fight Night 230.  Sin embargo, Barriault se retiró debido a problemas médicos y fue reemplazado por Andre Petroski.  Pereira ganó la pelea por nocaut técnico en el primer asalto.  Esta victoria le valió el premio Actuación de la noche. 
Pereira se enfrentó a Michał Oleksiejczuk el 9 de marzo de 2024 en UFC 299.  Ganó la pelea mediante una sumisión de estrangulamiento por detrás.  Esta pelea le valió otro premio a la Actuación de la Noche. 
Estaba previsto que Pereira se enfrente a Makhmud Muradov el 4 de mayo de 2024 en UFC 301.  Sin embargo, Muradov se retiró debido a una infección, y fue reemplazado por Ihor Potieria. Esta pelea le valió otro premio a la Actuación de la Noche.
Pereira estaba programado para que se enfrentara a Roman Dolidze el 8 de junio de 2024 en UFC on ESPN 57. Sin embargo, Pereira afirmó que nunca firmó ningún contrato para la pelea y la pelea fracasó.
Pereira estaba programado para enfrentar a Anthony Hernández el 14 de septiembre de 2024 en UFC 306. Sin embargo, la pelea fue reprogramada para el 19 de octubre de 2024 para servir como evento principal en UFC Fight Night 245. Perdió la pelea por nocaut técnico como resultado de un tiempo de control significativo y golpes de suelo en el cuarto asalto.

## Campeonatos y logros

### Artes marciales mixtas
- Ultimate Fighting Championship
  - Actuación de la Noche (Cinco veces) vs. Danny Roberts Zelim Imadaev Andre Petroski y Michał Oleksiejczuk [35][45][64][67][71]
  - Pelea de la Noche (Dos veces) vs. Tristan Connelly y Santiago Ponzinibbio[40][56]
- Serbian Battle Championship
  - Campeonato de Serbian Battle de Peso Wélter (Una vez)[17]
    - Una defensa del título con éxito[19]
- MMAjunkie.com
  - Pelea del mes de mayo de 2022 vs. Santiago Ponzinibbio[76]

## Récord en artes marciales mixtas
| Récord profesional | Récord profesional | Récord profesional |
| 45 peleas          | 31 victorias       | 12 derrotas        |
| ------------------ | ------------------ | ------------------ |
| Nocaut             | 11                 | 2                  |
| Sumisión           | 9                  | 1                  |
| Decisión           | 11                 | 8                  |
| Descalificación    | 0                  | 1                  |
| Sin resultado      | 2                  | 2                  |

| Resultado     | Récord    | Oponente                      | Método                                         | Evento                                     | Fecha                    | Ronda | Tiempo | Localización          | Notas |
| ------------- | --------- | ----------------------------- | ---------------------------------------------- | ------------------------------------------ | ------------------------ | ----- | ------ | --------------------- | --- |
| Derrota       | 31-12 (2) | Anthony Hernandez             | TKO (rodillazos)                               | UFC Fight Night: Hernandez vs. Pereira     | 19 de octubre de 2024    | 5     | 2:22   | Las Vegas             | |
| Victoria      | 31-11 (2) | Ihor Potieria                 | Sumisión (guillotine choke)                    | UFC 301                                    | 4 de mayo de 2024        | 1     | 0:54   | Río de Janeiro        | Actuación de la Noche. |
| Victoria      | 30-11 (2) | Michał Oleksiejczuk           | Sumisión técnica (rear-naked choke)            | UFC 299                                    | 9 de marzo de 2024       | 1     | 1:01   | Miami, Florida        | Actuación de la Noche. |
| Victoria      | 29-11 (2) | Andre Petroski                | TKO (golpes)                                   | UFC Fight Night: Yusuff vs. Barboza        | 14 de octubre de 2023    | 1     | 1:06   | Las Vegas, Nevada     | Regresó a peso medio. Actuación de la Noche. |
| Victoria      | 28-11 (2) | Santiago Ponzinibbio          | Decisión (dividida)                            | UFC Fight Night: Holm vs. Vieira           | 21 de mayo de 2022       | 3     | 5:00   | Las Vegas, Nevada     | Pelea de la Noche. |
| Victoria      | 27-11 (2) | André Fialho                  | Decisión (unánime)                             | UFC 270                                    | 22 de enero de 2022      | 3     | 5:00   | Anaheim, California   | |
| Victoria      | 26-11 (2) | Niko Price                    | Decisión (unánime)                             | UFC 264                                    | 10 de julio de 2021      | 3     | 5:00   | Las Vegas, Nevada     | |
| Victoria      | 25-11 (2) | Khaos Williams                | Decisión (unánime)                             | UFC Fight Night: Thompson vs. Neal         | 19 de diciembre de 2020  | 3     | 5:00   | Las Vegas, Nevada     | |
| Victoria      | 24-11 (2) | Zelim Imadaev                 | Sumisión (estrangulamiento por detrás)         | UFC Fight Night: Overeem vs. Sakai         | 5 de septiembre de 2020  | 3     | 4:39   | Las Vegas, Nevada     | Actuación de la Noche. |
| Derrota       | 23-11 (2) | Diego Sánchez                 | Descalificación (rodillazo ilegal)             | UFC Fight Night: Anderson vs. Błachowicz 2 | 15 de febrero de 2020    | 3     | 3:09   | Río Rancho            | |
| Derrota       | 23-10 (2) | Tristan Connelly              | Decisión (unánime)                             | UFC Fight Night: Cowboy vs. Gaethje        | 14 de septiembre de 2019 | 3     | 5:00   | Vancouver             | Combate de peso acordado (172 libras); Pereira no alcanzó con el peso. Pelea de la Noche.                                                                              |
| Victoria      | 23-9 (2)  | Danny Roberts                 | KO (rodillazo volador y puñetazo)              | UFC Fight Night: dos Anjos vs. Lee         | 18 de mayo de 2019       | 1     | 1:47   | Rochester, Nueva York | Regreso al peso wélter. Actuación de la Noche. |
| Victoria      | 22-9 (2)  | Dae Sung Kim                  | TKO (rodillazos)                               | Road FC 052                                | 23 de febrero de 2019    | 2     | 1:02   | Seúl                  | Combate de peso abierto. |
| Victoria      | 21-9 (2)  | Won Jun Choi                  | KO (puñetazo)                                  | Road FC 051 XX                             | 15 de diciembre de 2018  | 1     | 0:41   | Seúl                  | Combate de peso acordado (190 libras). |
| Derrota       | 20-9 (2)  | Duško Todorović               | TKO (puñetazos)                                | Campeonato de Batalla de Serbia 19         | 1 de diciembre de 2018   | 1     | 4:32   | Novi Sad              | Por el Campeonato de Peso Medio de la SBC. |
| Sin Resultado | 20-8 (2)  | Batmunkh Burenzorig           | Sin resultado (anulado)                        | HEAT 43                                    | 17 de septiembre de 2018 | 5     | 1:46   | Prefectura de Aichi   | Por el vacante Campeonato de Peso Wélter de HEAT. Originalmente una victoria por sumisión (estrangulamiento por detrás) para Pereira; anulada por no alcanzar el peso. |
| Victoria      | 20-8 (1)  | Hea Jun Yang                  | TKO (rodillazos y puñetazos)                   | Road FC 48                                 | 28 de julio de 2018      | 3     | 1:48   | Wonju                 | Combate de peso medio. |
| Victoria      | 19-8 (1)  | Ryul Kim                      | TKO                                            | HEAT 42                                    | 27 de mayo de 2018       | 1     | 5:00   | Prefectura de Aichi   | Combate de peso acordado (176 libras). |
| Sin resultado | 18-8 (1)  | Carlos Perira                 | Sin resultado (mal funcionamiento de la jaula) | Arena Fight 8                              | 12 de mayo de 2018       | 1     | 3:03   | Redenção              | Combate de peso acordado (176 libras). |
| Victoria      | 18-8      | Laerte Costa                  | Sumisión (estrangulamiento por detrás)         | SBC 17                                     | 28 de abril de 2018      | 1     | 4:02   | Odžaci                | Defendió el Campeonato de Peso Wélter de la SBC. |
| Victoria      | 17-8      | Luka Strezoski                | Decisión (mayoritaria)                         | SBC 15                                     | 8 de diciembre de 2017   | 5     | 5:00   | Novi Sad              | Ganó el vacante Campeonato de Peso Wélter de la SBC. |
| Derrota       | 16-8      | Kurbanjiang Tuluosibake       | Decisión (unánime)                             | Kunlun Fight MMA 15                        | 3 de octubre de 2017     | 5     | 5:00   | Alxa                  | |
| Victoria      | 16-7      | Renato Gomes                  | Decisión (unánime)                             | TAURA MMA 1                                | 16 de septiembre de 2017 | 5     | 5:00   | Viamão                | |
| Victoria      | 15-7      | Cristiano Estela Rios         | Decisión (unánime)                             | Fusion FC 24                               | 21 de diciembre de 2016  | 5     | 5:00   | Lima                  | |
| Derrota       | 14-7      | Ismael de Jesus               | Decisión (unánime)                             | Shooto Brasil 67                           | 11 de noviembre de 2016  | 5     | 5:00   | Río de Janeiro        | Por el Campeonato de Peso Wélter de Shooto Brasil. |
| Victoria      | 14-6      | Stanley Barbosa               | Sumisión (estrangulamiento del brazo)          | Revelation FC 4                            | 13 de mayo de 2016       | 1     | 4:56   | Belém                 | |
| Derrota       | 13-6      | Abubakar Vagaev               | Decisión (unánime)                             | Akhmat Fight Show 18                       | 9 de abril de 2016       | 5     | 5:00   | Grozni                | |
| Derrota       | 13-5      | Carlston Harris               | Decisión (unánime)                             | XFC International 12                       | 28 de noviembre de 2015  | 5     | 5:00   | São Paulo             | |
| Victoria      | 13-4      | Cairo Rocha                   | Decisión (unánime)                             | XFC International 9                        | 14 de marzo de 2015      | 5     | 5:00   | São Paulo             | |
| Victoria      | 12-4      | Geraldo Coelho                | Sumisión (estrangulamiento por guillotina)     | XFC International 7                        | 1 de noviembre de 2014   | 1     | 2:40   | São Paulo             | |
| Victoria      | 11-4      | Caio Robson Silva             | TKO (retiro)                                   | Arena Fight 6                              | 31 de mayo de 2014       | 1     | 5:00   | Redenção              | |
| Derrota       | 10-4      | Zozimar de Oliveria Silva Jr. | Sumisión (barra de brazo)                      | Iron Man CF 18                             | 24 de mayo de 2014       | 2     | 5:00   | Belém                 | Defendió el Campeonato de Peso Pesado Unificado de la MMA. |
| Victoria      | 10-3      | Alfredo Souza                 | Decisión (unánime)                             | Jungle Fight 65                            | 2 de febrero de 2014     | 3     | 5:00   | Madre de Deus         | |
| Victoria      | 9-3       | Silmar Nunes                  | Sumisión (estrangulamiento por triángulo)      | Tucumã Fighting Show 5                     | 21 de diciembre de 2013  | 1     | 4:18   | Tucumã                | |
| Victoria      | 8-3       | Jaime Córdoba                 | Decisión (unánime)                             | 300 Sparta MMA 4                           | 10 de octubre de 2013    | 3     | 5:00   | Lima                  | |
| Victoria      | 7-3       | Daziel Serafrim da Silva Jr.  | Decisión (unánime)                             | The Green Fight                            | 28 de septiembre de 2013 | 3     | 5:00   | Paragominas           | |
| Victoria      | 6-3       | Renato Puente Flores          | Sumisión (barra de brazo)                      | 300 Sparta MMA 3                           | 28 de septiembre de 2013 | 1     | 5:00   | Lima                  | |
| Victoria      | 5-3       | Reginaldo Ferreira Alves      | TKO                                            | Arena Sport Combat                         | 10 de agosto de 2013     | 1     | 4:12   | Xinguara              | |
| Victoria      | 4-3       | Franciney dos Santos Bessa    | TKO (parada médica)                            | Marajó Fight 5                             | 13 de julio de 2013      | 1     | 1:52   | Soure                 | |
| Derrota       | 3-3       | Rubenilton Pereira            | Decisión (unánime)                             | MMA Dragon Fighters                        | 6 de abril de 2013       | 3     | 5:00   | Ourilândia do Norte   | |
| Derrota       | 3-2       | Rubenilton Pereira            | Decisión (unánime)                             | Tucumã Fighting Show 3                     | 30 de marzo de 2013      | 3     | 5:00   | Tucumã                | |
| Derrota       | 3-1       | Bruno Leandro Soares          | Decisión (unánime)                             | Colisão Top Fight                          | 12 de enero de 2013      | 3     | 5:00   | Tucumã                | |
| Victoria      | 3-0       | Sivaldo Alves da Silva        | Decisión (unánime)                             | Tucumã Fighting Show 2                     | 15 de junio de 2012      | 3     | 5:00   | Tucumã                | |
| Victoria      | 2-0       | Magno Silva                   | TKO (puñetazos)                                | Tucumã Fighting Show 1                     | 21 de enero de 2012      | 2     | 5:00   | Tucumã                | |
| Victoria      | 1-0       | Edson Dias                    | TKO (puñetazos)                                | Dragon Fight Championship                  | 22 de diciembre de 2011  | 1     | 3:20   | Ourilândia do Norte   | |